# 浜矩子
浜 矩子（はま のりこ、1952年8月3日 - ）は、日本のエコノミスト。同志社大学名誉教授。専門は「国際経済学」「国際金融論」「欧州経済論」。

## 人物
東京都世田谷区の祖父母から受け継いだ家で育つ。曾祖父に美濃部俊吉（官僚、北海道拓殖銀行頭取、朝鮮銀行総裁等を歴任）がおり、美濃部達吉（憲法学者、元東京帝国大学教授兼東京商科大学（現一橋大学）教授）は曾祖叔父。美濃部洋次（官僚、元商工省機械局長）は大おじで、美濃部亮吉（マルクス経済学者、元東京都知事）なども親族にあたる。
ミッション・スクール在学中の6歳のときにカトリックの洗礼を受ける。父の転勤に伴い小学校3年から中学校1年までロンドンのカトリック系学校で過ごしたのち、世田谷区立奥沢中学校に編入し、東京都立戸山高等学校を経て、1975年一橋大学経済学部卒業。大学では山澤逸平ゼミナールに所属。竹中平蔵慶應義塾大学名誉教授はゼミの2年先輩にあたる。
1975年三菱総合研究所入社。1990年から1998年まで、同社初代英国駐在員事務所長兼駐在エコノミストとしてロンドン勤務。帰国後、三菱総合研究所経済調査部長、同社政策・経済研究センター主席研究員を務め、2002年秋より同志社大学大学院ビジネス研究科教授に就任し、週1度京都に通い教鞭をとった。2011年には同志社大学大学院ビジネス研究科長に就任。経済動向に関するコメンテーターとして内外メディアに執筆や出演を行っている。
2012年から財務省の財政制度等審議会臨時委員を務め、金融庁金融審議会委員、国税庁国税審査会委員、経済産業省産業構造審議会特殊貿易措置小委員会委員なども歴任。2014年、民主党の政治塾「大阪デモクラ塾」(塾長：辻元清美)の講師に就任。カトリック渋谷教会信徒。同志社大学名誉教授。

## 経済に関する主張

### 経済予測
『2010年日本経済―「二番底」不況へ突入する！』（ISBN 978-4492395257）、『2011年日本経済-ソブリン恐慌の年になる！』（ISBN 978-4492395424）、『2012年資本主義経済大清算の年になる 』（ ISBN  978-4492395608)、『2013年世界経済総崩れの年になる！』(ISBN 978-4492395776)、『2014年 戦後最大級の経済危機がやって来る！』（ISBN 978-4492395943）、『2015年日本経済 景気大失速の年になる!』(ISBN  4492396098)、『2016年日本経済 複合危機襲来の年になる!』（ISBN 978-4492396261）、『ついに始まった日本経済「崩壊」』（2018年、ISBN 978-4797395976）と、世界恐慌の予言を毎年行っている。
- 2011年1月に「2011年は1ドル50円時代が到来する」と予測し、『1ドル50円時代を生き抜く日本経済』を出版した。また、2012年1月にも「2012年は1ドル50円時代が到来する」と予測していた[19]。2013年11月時点でも超円高予想は「全く変わっていない」としている[20]。 
  - 円高について「日本は世界最大の債権国であり、円の価値が上がることは日本経済の成熟度の証にほかならず、当然の帰結といえる」と述べている[21]。
  - 通貨について「日本各地で地域通貨が誕生・定着すれば、日本を覆う閉塞感も相当に払拭される。いわば「小国の群れとしての日本経済」が成り立てば、活気があり、威勢のいい姿だ」と述べている[22]。
- 資本主義経済を否定的に語ることが多く、2013年5月31日配信の『東洋経済オンライン』でのインタビュー記事では、「日本に欠けているのは成長ではなく分配」と述べたうえ、「ワーキングプアの貧困問題こそ政治が考えるべきテーマ」と言及。現在の経済政策におけるもっとも重要な課題が、非正規雇用者の待遇改善であるとの認識を示した[23]。
- 2014年1月のテレビ番組で年末の日経平均株価が10,000円を割ると予測した[24]（2014年12月30日の日経平均株価は17,702円であり浜の予測とは正反対の結果となった[25]）。
- 2015年4月、週刊朝日で量的金融緩和政策について「株価、円、国債のトリプル暴落もありうる」と予想した[26]が、12月に浜の予想とは正反対の結果となったため「チーム・アベは、公共財と言えるＧＰＩＦなどの公的年金を使って株高を演出しているだけ。 国民生活に悪影響を及ぼしかねない『火遊び』をなぜ露骨にやれるのか」と批判し、「暴落のＸデーは明日にも来る」と予想した[27]。

### アベノミクス批判
安倍晋三による経済政策（アベノミクス）を「生計を営む個々の人間に目を向けていない上、世界制覇志向のため、グローバル化した経済と相性が悪い」「円の価値を軽視していると世界に見放されて、日本経済が崩壊する」と2013年から批判し、「アホノミクス」「ドアホのミクス」「妖怪アベノミクス」と形容している。
- レーガノミクスはバラマキ型の需要大拡張政策であり、金融政策への便乗商法で、安倍晋三の経済政策「アベノミクス」は金融政策に対する恫喝商法と解説している[31]。
- 2013年5月、アベノミクスにより円安が進み、「日本経済が復活した」と騒ぐのは許しがたい状況であると批判し、アベノミクスは作られたムードに踊らされている「アホノミクス」であると否定的な見解を示した[32]。また、「この政策で恩恵を受けるのは、株や不動産を持っているごく一部の富裕層だけである[33]」「輸出企業の業績が上がっても、雇用が増える、賃金が上がるということに結びつくかどうかわからない。むしろ、円安を進めていくと、資源・材料などの企業の輸入コストが上がり、その中で価格競争力を維持しようとすれば労働者の賃金が下がることにもなりかねない[34]」と述べている。
- 2013年6月、日経平均株価が米国量的緩和の早期縮小観測の高まりや、安倍政権の成長戦略第3弾の内容が新鮮味に欠ける内容であったことを受け、前月末比で小幅に下落した（約2か月ぶりの安値となる12,400円台半ばまで下落）[35]。浜は株価暴落はアベノミクスのバブル破綻した象徴と批判し、金融緩和や財政出動でデフレーション脱却はできないと主張した[36]。なお、日経平均株価は翌月に約2か月ぶりの高値となる14,900円台まで上昇した[37]。

## 政治に関する主張

### 憲法
2009年5月3日（憲法記念日）に「九条の会・おおさか」が大阪市中央区のエル・おおさかで主催した「世界同時不況と平和を考える」において、「外国人より日本人の雇用を優先する「愛国雇用」の兆候がある」「差別や排除から平和が脅かされる」と憲法改正に疑義を呈した。さらに自身の母が普段から「戦争してはいけない」と話していたことを引き合いに出しながら「平和憲法は何物にも代え難い」と述べた。

### 国家安全保障会議
2013年、朝日新聞のインタビューで、安倍晋三内閣総理大臣は明治時代の「富国強兵」を目指しており、富国にあたるものがアベノミクスであり、強兵にあたるものが国家安全保障会議である。国家安全保障会議により、企業は政府の顔色を伺うようにせざるを得なくなり、国民の生活が軽視されることになる。安倍総理大臣はこの両輪を用いて大日本帝国の復活を目論んでいるが、国際的な孤立を招くだけの結果に終わるだろうと予測している。

### 安全保障関連法
2015年9月20日、安全保障関連法に反対する学者の会の呼びかけ人となる。

## 出演

### テレビ番組
- 時事放談
- 新BSディベート
- キャスト - 月曜
- 報道ステーション - 不定期
- BSフジLIVE プライムニュース - 不定期

### ウェブ番組
- ビデオニュース・ドットコム
- デモクラシータイムス（YouTube）

## 著書

### 単著
- 『分裂する欧州経済 - EU崩壊の構図』（日本経済新聞社、1994年）
- 『最新EU経済入門 - 迷走するマーストリヒト後の欧州』（日本評論社、1995年）
- 『ネクタイを締めた海賊たち - 「元気なイギリス」の謎を解く』（日本経済新聞社、1998年）
- 『経済は地球を回る - エコノミストの見方・考え方』（ちくまプリマーブックス、2001年）
- 『ユーロランドの経済学 - 政治の思惑・通貨の力学』（PHP新書、2001年）
- 『超・常識塾（政治・経済編）迷える日本を生き抜くわたしたちのために』cafeglobe.com 編（実業之日本社、2003年）
- 『グローバル恐慌 - 金融暴走時代の果てに』（岩波新書、2009年）ISBN 978-4004311683
- 『スラム化する日本経済 4分極化する労働者たち』（講談社+α新書、2009年）ISBN 978-4062725637
- 『ザ・シティ金融大冒険物語-海賊バンキングとジェントルマン資本主義』毎日新聞社 2009 ISBN 978-4620319469
- 『死に至る地球経済』2010 岩波ブックレット ISBN 978-4002707938
- 『ドル終焉 グローバル恐慌は、ドルの最後の舞台となる!』ビジネス社 2010 ISBN 978-4828415642
- 『浜矩子の「新しい経済学」 グローバル市民主義の薦め』2010 角川SSC新書 ISBN 978-4828415642
- 『ユニクロ型デフレと国家破産』2010 文春新書 ISBN 978-4166607594
- 『ユーロが世界経済を消滅させる日 ヨーロッパ発!第2次グローバル恐慌から資産を守る方法』フォレスト出版 2010 ISBN 978-4894513860
- 『1ドル50円時代を生き抜く日本経済』朝日新聞出版 2011 ISBN 978-4023308848
- 『EUメルトダウン 欧州発世界がなくなる日』朝日新聞出版 2011 ISBN 978-4023310155
- 『恐慌の歴史 "100年に一度"の危機が3年ごとに起きる理由』2011 宝島社新書 ISBN 978-4796678094
- 『ソブリンリスクの正体』フォレスト出版 2011 ISBN 978-4894518483
- 『誰が「地球経済」を殺すのか 真相を読み解く七つ道具』実業之日本社 2011 ISBN 978-4408108858
- 『「通貨」を知れば世界が読める "1ドル50円時代"は何をもたらすのか？』2011 PHPビジネス新書 ISBN 978-4569796208
- 『グローバル大恐慌時代の世界経済を読む』毎日新聞社 2012 ISBN 978-4620321455
- 『財政恐慌 ついに金融と財政の死に至る無限ループに突入した』徳間書店 2012 ISBN 978-4198633462
- 『誰も書かなかった世界経済の真実 地球経済は再び斬り刻まれる（2時間でいまがわかる！）』アスコム 2012 ISBN 978-4776207382
- 『中国経済あやうい本質』2012 集英社新書 ISBN 978-4087206357
- 『「通貨」はこれからどうなるのか』2012 PHPビジネス新書 ISBN 978-4569803500
- 『新・国富論 グローバル経済の教科書』文春新書、2012 ISBN 978-4166608942
- 『アベノミクスとアホノミクス──浜矩子特別講義』2013 中経出版 Kindle、iTunesなどの電子書籍のみの出版
- 『超入門・グローバル経済 「地球経済」解体新書』NHK出版新書 2013
- 『これから3年、日本と「地球経済」で起きること』実業之日本社 2013
- 『新・通貨戦争 次に来る危機の「正体」』朝日新書 2013
- 『「アベノミクス」の真相』中経出版 2013
- 『円安幻想 ドルにふりまわされないために』PHPビジネス新書 2013
- 『老楽国家論 反アベノミクス的生き方のススメ』新潮社 2013
- 『円ドル同時終焉の跫音 日米無理心中物語』ビジネス社 2014
- 『地球経済のまわり方』ちくまプリマー新書 2014
- 『もうエコノミストに騙されないために 紫炎のMBA講義録』毎日新聞社 2015
- 『EU消滅 ドイツが世界を滅ぼすか?』朝日新聞出版 2015
- 『国民なき経済成長 脱・アホノミクスのすすめ』角川新書 2015
- 『さらばアホノミクス 危機の真相』毎日新聞出版 2015
- 『アホノミクス完全崩壊に備えよ』角川新書 2016
- 『お金さえあればいい? 大人は知らない・子どもは知りたい! 子どもと考える経済のはなし』高畠純絵 クレヨンハウス 2016
- 『どアホノミクスへ最後の通告』毎日新聞出版 2016
- 『浜矩子の歴史に学ぶ経済集中講義』集英社 2016
- 『みんなで行こうアホノミクスの向こう側 平和の経済学を目指して』かもがわ出版 2016
- 『どアホノミクスとトラパンノミクス : どっちも「アホ」たる30の理由』毎日新聞出版 2017
- 『世界経済の「大激転」 : 混迷の時代をどう生き抜くか』PHP研究所 2017
- 『どアホノミクスの断末魔』角川新書 2017
- 『世界経済の「大激転」 混迷の時代をどう生き抜くか』PHPビジネス新書 2017
- 『どアホノミクスとトラパンノミクス どっちも「アホ」たる30の理由』毎日新聞出版 2017
- 『これでも「アベ」と心中しますか? : 国民の9割を不幸にする安倍政治の落第通信簿』廣済堂出版 2018
- 『窒息死に向かう日本経済』KADOKAWA 2018
- 『自国第一主義という病 : リーダーたちが招く破綻のシナリオ』毎日新聞出版 2018
- 『ついに始まった日本経済「崩壊」』SBクリエイティブ 2018
- 『洗脳された日本経済 : 4つの思い込みで日本は崩壊する』日本文芸社 2019
- 『「通貨」の正体』集英社 2019
- 『小さき者の幸せが守られる経済へ』新日本出版社 2019
- 『強欲「奴隷国家」からの脱却 : 非正規労働時代をマルクスが読み解いたら』講談社 2020
- 『人はなぜ税を払うのか : 超借金政府の命運』東洋経済新報社 2020
- 『「共に生きる」ための経済学』平凡社新書 2020
- 『統合欧州の危うい「いま」 : 「中央」が失われた経済と右傾化する政治』詩想社 2020
- 『"スカノミクス"に蝕まれる日本経済』青春出版社 2021
- 『愛の讃歌としての経済』かもがわ出版 2022
- 『人が働くのはお金のためか』青春出版社 2023

### 共著
- 『ヘビーデューティーの経済学』高橋乗宣共著（平凡社、1986年）
- 『ドルは甦るかドル興亡史に何をみるか』高橋乗宣共著（日本評論社、1992年）
- 『日本人のまっかなホント』ジョナサン・ライス,嘉治佐保子共著 小林宏明訳 マクミランランゲージハウス 1999
- 『2009-2019年 大恐慌 失われる10年』高橋乗宣共著（フォレスト出版、2009年）
- 『2010年日本経済―「二番底」不況へ突入する！』高橋乗宣共著 東洋経済新報社 2009 ISBN 978-4492395257
- 『2011年日本経済ソブリン恐慌の年になる！』高橋乗宣共著 東洋経済新報社 2010 ISBN 978-4492395424
- 『2012年資本主義経済大清算の年になる』高橋乗宣共著 東洋経済新報社 2011 ISBN 978-4492395608
- 『成熟ニッポン、もう経済成長はいらない それでも豊かになれる新しい生き方』橘木俊詔共著 朝日新書 2011 ISBN 978-4022734198
- 『2013年世界経済総崩れの年になる！』高橋乗宣共著 東洋経済新報社 2012 ISBN 978-4492395776
- 『2014年 戦後最大級の経済危機がやって来る！』高橋乗宣共著 東洋経済新報社 2013 ISBN 978-4492395943
- 『経済政策の射程と限界 (激)TALK ON DEMAND』神保哲生,宮台真司,高橋洋一,野口悠紀雄,北野一, 小幡績,萱野稔人共著 扶桑社 2013
- 『「知」の挑戦 本と新聞の大学 2』一色清,姜尚中,中島岳志,落合恵子,福岡伸一共著 集英社新書 2013
- 『大人はどうして働くの?』天野篤,有川浩,池上彰,坂本フジヱ,樋口泰行,三浦しをん共著 宮本恵理子編・著 日経BP社 2014
- 『「幸せ」について考えよう』島田雅彦,西研,鈴木晶共著 NHK出版 別冊NHK100分de名著 2014
- 『2015年日本経済景気大失速の年になる!』高橋乗宣共著 東洋経済新報社 2014
- 『2016年日本経済 複合危機襲来の年になる』高橋乗宣共著 東洋経済新報社 2015
- 『民主主義をあきらめない』柳澤協二,内橋克人共著 岩波ブックレット 2015
- 『大メディアの報道では絶対にわからない どアホノミクスの正体』佐高信共著 講談社+α新書 2016 ISBN 978-4062729772
- 『福島が日本を超える日』白井聡,藻谷浩介,大友良英,内田樹共著 かもがわ出版 2016
- 『希望への陰謀 時代の毒をどう抜き取るか』山口二郎,川内博史,木村朗,竹信三恵子,金井利之,桜井智恵子共著 現代書館 2016
- 『大メディアだけが気付かないどアホノミクスよ、お前はもう死んでいる』佐高信共著 2017 (講談社+α新書）
- 『大借金男・百閒と漱石センセイ』小森陽一共著 新日本出版社 2020
- 『日本人の給料 : 平均年収は韓国以下の衝撃』城繁幸,野口悠紀雄他共著 宝島社 2021